# Crimine organizzato aborigeno
Crimine organizzato aborigeno (in sigla: ABOC, ossia: Aboriginal-based organized crime) è un termine con cui ci si riferisce alle organizzazioni criminali canadesi che hanno tra i loro membri un grande numero di aborigeni.
Queste organizzazioni si trovano nelle province canadesi con alta percentuale di aborigeni.
I criminali aborigeni supportano e facilitano le azioni di altri gruppi criminali più grandi di loro come gli Hells Angels.
I loro membri sono di solito più giovani, meno scolarizzati, e più poveri dei membri di altre organizzazioni ma molto violenti per raggiungere i loro scopi.
Le bande di strada aborigene sono in genere coinvolte in attività illegali di strada disorganizzate e spontanee, traffico di marijuana, cocaina, e in misura inferiore di metanfetamine.
Le bande sono anche coinvolte nella prostituzione, furti, intimidazioni e furto di veicoli.

## Gruppi criminali
- Posse indiana
- Warriors
  - Manitoba Warriors
  - Alberta Warriors
  - British Columbia Warriors
  - Saskatchewan Warriors
- Redd Alert
- Manitoba Blood Family